# سیارک ۱۴۳۰۹
سیارک ۱۴۳۰۹ (به انگلیسی: 14309 Defoy، نامگذاری:A908SA) چهارده هزار و سیصد و نهمین سیارک کشف شده‌است که در ۲۲ سپتامبر ۱۹۰۸ و در وین کشف شد.
قدر مطلق سیارک برابر ۱۴٫۰۰ است.